# Туфли
Ту́фли — обувь, закрывающая ногу не выше щиколотки.
Более высокая обувь обыкновенно называется ботинками, ботильонами или полусапожками, а ещё более высокая — сапогами.
Существует путаница между туфлями и полуботинками. Основное различие — полуботинки полностью закрывают тыльную поверхность стопы, а туфли — нет. Но в обиходе обычно вся обувь ниже щиколотки называется туфлями.
Слово «ту́фля» происходит от нем. tuffele / tuffel / pantuffel, а также от итал. раntоfolа.

## Женские туфли
Существуют сведения, что обувь как таковая появилась в эпоху среднего и позднего палеолита на западе Евразии. Эта теория основана на определённых особенностях изменения скелета человека того периода. Делая выводы на основе деформации формы человеческой стопы и значительного уменьшения мизинца, историк Эрик Тринакус и предположил появление обуви.
Интересным представляется и зарождение культуры женской обуви древних государств. Например, в Индии туфли были показателем социального статуса женщины и надевались исключительно в особых, торжественных случаях, таких как приёмы важных гостей, религиозные торжества или семейные праздники.
В древнем Китае появлению женской обуви предшествовала традиция бинтовать женскую стопу, делая её тем самым зрительно меньше. В Японии в течение многих лет очень популярными были деревянные сандалии «гета», которые повсеместно носили и слуги и их господа. Древние же римляне использовали туфли, закрывающие всю ногу или сандалии, прикрывающие только подошву ноги.
Окунаясь в длинную историю модернизаций и изменений, которую прошла женская обувь средневековой Европы, мы можем наблюдать, как с веками непрерывно менялись её формы и внешний вид — от тяжёлых, претенциозных, тупоносых башмаков с деревянными каблуками к изящным, лёгким туфелькам из парчи, бархата, кожи и шёлка. Всё большую популярность приобретала богато украшенная камнями, пряжками, и бантами женская обувь. Во время рококо в XVIII веке, модными стали остроносые туфли. Каблучок «рюмочкой» был особым «писком моды» в эпоху Просвещения и приблизительно в это же время у женских туфель появились такие детали, как шнуровка и застёжки.
| Фото | Название                    | Описание |
| ---- | --------------------------- | --- |
|      | Классические закрытые туфли | |
|      | Туфли на платформе          | |
|      | Лодочки                     | Открытые дамские туфли с острыми носами без ремешка и застежки. Каблук может быть различным.                                                                                                |
|      | Балетки                     | Классическая модель женских туфель с закрытым носком на плоской подошве или с маленьким устойчивым каблуком. Балетки получили своё название за сходство с профессиональной обувью в балете. |
|      | Лоферы                      | Модель туфель-унисекс без шнурков, по форме напоминающих мокасины, но отличающихся наличием кожаного ремня в районе союзки, подошвы из чепрачной кожи и низкого каблука.                    |
|      | Сандалии                    | Лёгкая открытая обувь, подошва которой (часто без каблуков), закрепляется на ноге ремешками или тесёмками.                                                                                  |
|      | Туфли Мери Джейн            | Модель туфель на плоской подошве с ремешком на подъёме и, чаще всего, закругленным носком.                                                                                                  |

## Мужские туфли
| Фото | Название                 | Описание |
| ---- | ------------------------ | --- |
|      | Оксфорды                 | Наиболее официальные классические кожаные мужские полуботинки (туфли) с закрытой шнуровкой. Классически подошва кожаная. Союзка нашивается поверх берцев. Бывают с перфорацией и декоративными элементами. |
|      | Дерби                    | Классические полуботинки (туфли) с открытой шнуровкой. Берцы пришиваются поверх союзки. |
|      | Туфли под смокинг и фрак | Классические лакированные полуботинки (туфли) со шнуровкой или бантом для фрака и смокинга. |
|      | Монки                    | Классические полуботинки (туфли) с пряжками вместо шнуровки. |
|      | Броги                    | Туфли или полуботинки с перфорацией и рисунком на носке. Могут быть с открытой или закрытой шнуровкой. Многие броги с закрытой шнуровкой являются одновременно и оксфордами.                               |
|      | Лоферы                   | Легкие туфли без шнуровки. Внешне напоминают мокасины, но имеют обычную подошву. Часто украшены кисточками или бахромой.                                                                                   |
|      | Мокасины                 | Легкие мягкие туфли с тонкой гибкой подошвой, без или с не сплошной подошвой. Многими не считаются туфлями, как таковыми, из-за особенностей подошвы.                                                      |

## Туфли в истории
В 1784 году в Лифляндской губернии Российской империи вспыхнул Мятеж подушной подати, в ходе которого мятежники из среды местных крестьян сжигали помещичьи усадьбы и призывали «Убивать всех, кто носит туфли и у кого есть пуговицы».